# Barbara Broccoli
Barbara Dana Broccoli, OBE (født 18. juni 1960) er en amerikansk filmproducent og datter af den berømte Albert R. Broccoli og Dana Broccoli.